# 駅使
駅使（えきし）とは、古代の日本において、駅馬に乗用することが許された公的な使者。律令諸国に張り巡らせられた駅路を通じて、情報の伝達を行うことを主な使命とした使人のこと。公務による出張で駅馬の利用を許された官人もこれに準じる扱いを受けた。

## 概要
官庁の命令を伝達・報告する使人のことで、そのシンボルとして駅鈴を携行し、駅家で駅鈴を提示することで駅馬の提供を受けることができた。特に、緊急任務を帯びた駅使のことを、飛駅使（ひえきし）または飛駅（ひえき）と呼んだ。駅制において、駅使が情報伝達の任務を遂行するときは、駅路のほぼ30里ごとに設けられた駅家で馬を乗り換えながら目的地へと向かうが、一般に使者は途中で変ることはなかった。
原則として急使は1日に10駅以上（約160キロメートル以上）、通常は8駅以上の行程を進む必要があった。また、通常は3駅ごと、区間が長い地域では毎駅で食料・宿泊の供給を受けることができた。ただし、食料支給額は決して多くは無く、駅使は1日あたり稲3 - 4把と酒8合 - 1升、その従者には1日あたり稲3把の支給と定められていた。もっとも、駅家自体は現地の国司が監督していたため、国内を通過する駅使に対して何らかの便宜が図られていたとみられている。
駅使として認められていた者として、神祇官の奉幣使・宮内省の御贄使、在京官司のうち太政官の許可を得て発する臨時の使者、所定の遠国から派遣される朝集使（公式令）、及び緊急時に出される飛駅使・馳駅使が該当した。後に正税帳使・大帳使にも認められた。
中央からの駅使が駅鈴の支給を受ける際には天皇から賜る手続が取られるため、規定は厳格であった。賜る駅鈴は使者の位階によってその剋数（刻み目の数）が異なり、その数と同数の馬が支給された。多くの場合は駅使は騎乗に慣れた中下級の官人で、1もしくは数名の従者を連れて目的地に向かったものと考えられている。馬は途中で変るが、駅使は途中で変らないことが普通であるため、特に飛駅使に任命される者は、体力があり乗馬が巧みな若者であったとされる。